# دراغون إم إس إكس
دراغون إم إس إكس (بالإنجليزية: Dragon MSX)‏، هي جهاز حاسوبي تتوافق مع نظام تشغيل إم إس إكس، والتي تم إنتاجه سنة 1985 من قبل شركة دراغون داتا البريطانية.